# Mohamed Ben Moussa
  Mohamed Ben Moussa  (àrab: محمد علي موسى)  (Tunísia, 5 d'abril de 1954) és un exfutbolista tunisià de la dècada de 1970.
Fou internacional amb la selecció de Tunisia amb la qual participà en la Copa del Món de futbol de 1978.
Pel que fa a clubs, destacà a Club Africain.